# Poher Communauté
Die Poher Communauté ist ein französischer Gemeindeverband mit der Rechtsform einer Communauté de communes in den Départements Finistère und Côtes-d’Armor in der Region Bretagne. Der Gemeindeverband wurde am 31. Dezember 1993 gegründet und besteht aus elf Gemeinden. Der Verwaltungssitz befindet sich im Ort Carhaix-Plouguer. Die Besonderheit ist die Département-übergreifende Mitgliedschaft ihrer Gemeinden.

## Historische Entwicklung
Mit Wirkung vom 1. Januar 2019 gingen die ehemaligen Gemeinden Poullaouen und Locmaria-Berrien in die Commune nouvelle Poullaouen auf. Da Locmaria-Berrien Mitglied der Monts d’Arrée Communauté war, vergrößerte sich die Gesamtfläche.

## Mitgliedsgemeinden
| Gemeinde         | Einwohner 1. Januar 2022 | Fläche km² | Dichte Einw./km² | Code INSEE | Postleitzahl | Département   |
| ---------------- | ------------------------ | ---------- | ---------------- | ---------- | ------------ | ------------- |
| Carhaix-Plouguer | 7.326                    | 25,81      | 284              | 29024      | 29270        | Finistère     |
| Cléden-Poher     | 1.135                    | 29,81      | 38               | 29029      | 29270        | Finistère     |
| Kergloff         | 878                      | 24,94      | 35               | 29089      | 29270        | Finistère     |
| Le Moustoir      | 659                      | 14,85      | 44               | 22157      | 22340        | Côtes-d’Armor |
| Motreff          | 679                      | 21,59      | 31               | 29152      | 29270        | Finistère     |
| Plévin           | 754                      | 27,36      | 28               | 22202      | 22340        | Côtes-d’Armor |
| Plounévézel      | 1.153                    | 24,42      | 47               | 29205      | 29270        | Finistère     |
| Poullaouen       | 1.466                    | 88,56      | 17               | 29227      | 29246, 29690 | Finistère     |
| Saint-Hernin     | 735                      | 29,29      | 25               | 29250      | 29270        | Finistère     |
| Treffrin         | 524                      | 7,47       | 70               | 22351      | 22340        | Côtes-d’Armor |
| Tréogan          | 107                      | 7,10       | 15               | 22373      | 22340        | Côtes-d’Armor |
| Poher Communauté | 15.416                   | 301,20     | 51               | –          | –            | –             |